# 原田裕臣
原田 裕臣（はらだ ゆうじん、1944年2月14日 - 没年月日不詳）は、日本の男性ミュージシャン、ドラマー。本名同じ。神奈川県川崎市出身。ゴダイゴの元メンバー。

## 概要
セッション・ドラマー、あるいは幾つかのバンドのメンバーとして活動していた。
1962年、菅野邦彦トリオでデビュー。1970年からミッキーカーチス&サムライのメンバーとして活動。ミッキー・カーチスがプロデュースを担当したガロのファーストアルバム及びセカンドアルバムにドラマーとして参加。同アルバムからシングル・カットされ、オリコンでシングルチャート7週連続1位を獲得した『学生街の喫茶店』のドラムスは原田が担当した。
1971年結成のPYG及び井上堯之バンドでは「太陽にほえろ!」など、多くのレコーディングに参加した。1975年にミッキー吉野グループに参加。同グループは、同年にタケカワユキヒデが加入しゴダイゴとなるが、ファースト・アルバム『新創世紀』のレコーディング中に音楽性の相違を理由に脱退した（ただし、『新創世紀』収録曲のほとんどで原田の演奏を聞くことができる）。
その後も萩原健一や沢田研二のバック演奏に参加した。
2024年11月10日、細野晴臣がナビゲーターを務めるラジオ番組『Daisy Holiday!』（interfm）にゲスト出演したミッキー・カーチスが、「死んだ。原田裕臣死んだ。いいドラマーだったけどね。」と原田の死を明らかにした。没年月日不明。